# River of Dreams
River of Dreams (englisch für Fluss der Träume) ist das zwölfte und bislang letzte Studioalbum des US-amerikanischen Musikers Billy Joel aus dem Jahr 1993.

## Entstehung und Veröffentlichung
Die Erstveröffentlichung von River of Dreams erfolgte am 20. Juli 1993 bei Columbia Records. Das Album erschien in seiner Originalausführung als CD mit zehn Titeln (Katalognummer: 473872 2).
Geschrieben wurden alle Lieder vom Interpreten selbst. Für die Produktion zeichnete Danny Kortchmar verantwortlich, lediglich Shades of Grey wurde von Joel selbst produziert.

## Titelliste
1. No Man’s Land – 4:48
2. The Great Wall of China – 5:45
3. Blonde Over Blue – 4:55
4. A Minor Variation – 5:36
5. Shades of Grey – 4:10
6. All About Soul – 5:59
7. Lullabye (Goodnight, My Angel) – 3:32
8. The River of Dreams – 4:05
9. Two Thousand Years – 5:19
10. Famous Last Words – 5:01

## Kommerzieller Erfolg

### Chartplatzierungen
| ChartsChartplatzierungen       | Höchstplatzierung | Wochen |
| ------------------------------ | ----------------- | ------ |
| Deutschland (GfK)              | 2 (33 Wo.)        | 33     |
| Österreich (Ö3)                | 2 (26 Wo.)        | 26     |
| Schweiz (IFPI)                 | 2 (28 Wo.)        | 28     |
| Vereinigte Staaten (Billboard) | 1 (56 Wo.)        | 56     |
| Vereinigtes Königreich (OCC)   | 3 (27 Wo.)        | 27     |

| ChartsJahrescharts (1993) | Platzierung |
| ------------------------- | ----------- |
| Deutschland (GfK)         | 21          |
| Österreich (Ö3)           | 14          |
| Schweiz (IFPI)            | 17          |

| ChartsJahrescharts (1994) | Platzierung |
| ------------------------- | ----------- |
| Deutschland (GfK)         | 93          |

### Auszeichnungen für Musikverkäufe
| Land/Region                  | Auszeichnungen für Musikverkäufe (Land/Region, Auszeichnung, Verkäufe) | Verkäufe  |
| ---------------------------- | ---------------------------------------------------------------------- | --------- |
| Australien (ARIA)            | 3× Platin                                                              | 210.000   |
| Deutschland (BVMI)           | Platin                                                                 | 500.000   |
| Japan (RIAJ)                 | Platin                                                                 | 200.000   |
| Kanada (MC)                  | 3× Platin                                                              | 300.000   |
| Neuseeland (RMNZ)            | 2× Platin                                                              | 30.000    |
| Niederlande (NVPI)           | Gold                                                                   | 50.000    |
| Österreich (IFPI)            | Platin                                                                 | 50.000    |
| Schweden (IFPI)              | Gold                                                                   | 50.000    |
| Schweiz (IFPI)               | Platin                                                                 | 50.000    |
| Vereinigte Staaten (RIAA)    | 5× Platin                                                              | 5.000.000 |
| Vereinigtes Königreich (BPI) | Platin                                                                 | 300.000   |
| Insgesamt                    | 2× Gold · 18× Platin ·                                                 | 6.740.000 |

Hauptartikel: Billy Joel/Auszeichnungen für Musikverkäufe